# Circuito del Pozzo
Il Circuito del Pozzo è stata una corsa automobilistica svoltasi dal 1926 al 1929 tra Verona e San Giovanni Lupatoto. Dal 2015 si svolge un revival storico della corsa.
La corsa faceva parte anche del campionato italiano biciclette a motore. All'edizione 1929 ha partecipato anche Enzo Ferrari arrivato al 5 posto.

## Albo d'oro
- 1926, Alessandro Consonno su Bugatti T35
- 1927, Gaspare Bona su Bugatti Type 35B
- 1928, Tazio Nuvolari[4] su Bugatti Type 35C
- 1929, Giovanni Alloatti su	Bugatti